# らじおぞんで
らじおぞんで（RADIO ZONDE）は、個人クリエーターひらにょんが2002年に公開した、フリーウェアの縦スクロール弾幕系シューティングゲーム。タイトルと設定の一部の由来は、気象観測機であるラジオゾンデ(RADIO SONDE)から来ている。

## 概要
いわゆる「面クリア型」のゲームではあるが、途中でSTAGEの分岐・選択のあるやや特殊な構成となっている。
また、初めからほぼ全てのSTAGEの単独プレイが可能になっている。
自機には特性の違う「WLS系」「USE系」「EDS系」の3種類の系統があり、さらにそれぞれの系統ごとに2種類の個体が存在する。つまり、計6種類の自機が存在する。このうち「WLS系」「USE系」は美少女キャラクターとなっており、同年にリリースされた東方Projectの『東方紅魔郷』とともに、いわゆる「萌え系シューティング」の嚆矢とされる。なお、ひらにょんは後の東方Project作品の開発にも参加している。
主な特徴としてはオプションで自機数無限（何度やられてもゲームオーバーにならない）と有限との切り替えが可能なこと、敵の出現パターンや攻撃内容にランダム要素がほとんど存在しないことがあげられる。
全体的に弾の速度が速く、覚えゲー（敵の出現・攻撃パターンを覚えないと先に進むことが難しいゲーム）的な要素が強いためゲームの難易度は高い。しかし自機数無限モードを利用すれば、自機数有限モードでは突破することが困難な箇所、さらには到達できていない箇所の攻略法までも検証することが可能である（ただし、自機数無限モードではWLS系しか選択できないようになっている）。

## ストーリー
世界各地の空に巨大な質量と火力を持つ兵器らしき物が突如出現する。
人類に「レガシー」と呼称されたそれらは、自発的な侵攻を行うことはなかったが、自身の周囲に接近するものをことごとく破壊した。
人類はレガシーを恐れ、それらの排除を試みた。
人類の攻撃手段の幾つかは有効で、レガシーの中で特に巨大な個体「GREAT ONE」を破壊することも可能であった。
しかし、時間がたつと確かに破壊した筈のレガシーが、同じ場所に同じ姿で再び現れるという奇妙な事態が起こる。
そのため人類の不安は次第に増していった。
その状況の中、人類はGREAT ONEの一体を回収する事に成功する。そして、解析を進めていくうちGREAT ONEの中枢には「ヒトの組織」が組み込まれていた事が判明する。人類は、ヒトの組織が組み込まれていた理由を知るために、組み込まれていた組織を再生、元の原型に戻す事を決断する。組織の蘇生作業は、組織側の半自己蘇生によって快調に進み、再生した素体を「蒼穹（AOXOLA/あおぞら）」と名づけた。
蒼穹に人間と同じ教育を施していくうち、高密度の空気塊や高容量の静電気を帯びた空気を撃ち出せる能力と、レガシーと同等の再生能力を有している事が分かった。そして、蒼穹は対レガシー用に訓練され、一度目の実地テスト「試験観測」のときを迎える。その結果、蒼穹は二日でGREAT ONEを全て破壊し、人類は彼女へ多少畏怖の視線を向けつつも、レガシーに対する強力な対抗手段として、英雄のように歓迎した。
その後、蒼穹の負荷軽減などの目的もかねて、人類は新たな素体「電璃（DENLI/でんり）」を制作。しかし、3番目の素体「真祐（MAHILO/まひろ）」が目を覚ました日、蒼穹と電璃は姿を消した。
そして、真祐と4番目の素体「余空（YOXOLA/よぞら）」は、ともに彼女達の待つ空へ飛び立った。

## 自機
WLS系
Wars Like Singing（唄うように戦う者）と称されている、「人と同じ姿をした者」。
レガシーに組み込まれていたヒトの組織を復元した蒼穹、及び蒼穹をベースにして作成された電璃、真祐、余空の4体がWLS系に当たる。レガシーが撃ちだしている「シード」と呼ばれる物質を打ち出すことが出来、またレガシーと同様に「サクラメント」と呼ばれる微小な無機生物の集合体を有している。なお、サクラメントを有している生物体であるWLS系とUSE系は全て女性体であり、生殖能力を持たない。
作中で自機として扱えるのは、「真祐（まひろ）」と「余空（よぞら）」の2体である。それぞれ異なる攻撃を使用するが、WLS系で共通している点は攻撃手段の属性を変えるという点である。また、この属性により、自機の移動速度、体力の回復速度、一部攻撃の性能も異なる。
USE系
電璃の胚から造られた観測ユニット。UNSIGNED EPITAPHの略で、いわば非公式な存在である。自機数無限モードでは選択できない。
人型だが体長は人やWLS系と比べるとかなり小さい。
元々失敗作である電璃の胚から制作されたためか、免疫に問題を抱えており外部環境に出す場合には特殊な8面体のケイジを用いなければならない。また、腕は肘から先が、足は膝から先が無い。
自機として扱うのは、「丹焚（にふん）」と「冴焚（ごふん）」。総合的な武器の数は少ないが、移動速度や短期的な火力など局所的な性能はWLS系にも劣らない。
EDS系
EMERY DUST SOLDIERSの略で、古くから存在する対レガシー用兵器の流れを汲んで制作された哨戒観測ユニット。兵器としてはかなり小さいほうである。ただし、WLS系の存在により対レガシー戦の主戦力になりえておらず、もっぱら残存する敵の駆除が主な任務となる。USE系同様に自機数無限モードでは選択できない。
自機として扱えるのは、「珀耀（はくよう）」と「昂陽（こうよう）」。3系統の中で、唯一ボムゲージの自動回復能力を有している。

## 主要キャラクター
真祐（まひろ）/MAHILO
自機キャラクターの一人。青い髪と赤い目を持つ少女。蒼穹の胚から造られた3体目のWLS。
余空（よぞら）/YOXOLA
自機キャラクターの一人。紫の短い髪を持つ少女。真祐同様蒼穹の胚から造られた4体目のWLS。堅苦しい口調が特徴。名前の由来は「夜空」。
蒼穹（あおぞら）/AOXOLA
最初に作られたWLS。レガシーの組織から再生した素体で、灰色の髪と青い瞳(エピローグの記述より)を持つ少女の姿をしている。かつてはレガシーに対抗する者として活躍していたが、真祐が目覚めた日に電璃と共に突然姿を消した。名前の由来は「青空」。
電璃（でんり）/DENLI
蒼穹の胚から造られた2体目のWLS。赤い髪をツインテールに結った少女の姿をしている。蒼穹の負荷軽減などを目的として作られたが、あちこちに欠陥があったらしい。真祐が目覚めた日に蒼穹と共に突然姿を消した。名前の由来は「電離層」か。

## 評価
『フリーゲームマニアックス』（晋遊舎）では、「美麗なグラフィックが特徴の超絶弾幕シューティング」として紹介され、「全体的に難易度はかなり高く、STG初心者にはややツライ」と評されている。
4Gamer.netの記事では、「場数を踏んだ人が見せる理解と対応の妙を、プレイヤーにはっきりと要求する作品」と評されており、「自機の選択と使いこなしの複雑さ、熾烈な敵の攻撃に圧倒されてしまいがちだが、弾幕の外見的な美しさとスピード感には魅力がある」と評価されている。
『使って試したからわかる! 目的をかなえる無料ツール』（宝島社）では、「斬新なアイデアが随所に盛り込まれていて、プレイヤーを飽きさせない」作品と評されており、「イロモノ的かと思いきや、しっかりと硬派な作りのシューティングに仕上がっている」と評価されている。
『無料最新Windowsゲーム200+』（笠倉出版社）においても「随所にアイデアと工夫が盛り込まれている」作品と評されており、「美麗なグラフィックと超弾幕は圧巻」とされている。